# زاموریان
زاموریان یا ایشکیان (به انگلیسی: Menispermaceae) یکی از تیره‌های گیاهی است.
این گیاهان معمولاً چوبی و گیاه بالارونده هستند و اکثراً در مناطق گرمسیری می‌رویند.

## ویژگی‌ها
برگ‌ها متناوب، ساده، بدون گوشواره. گل‌ها یک جنسی، منظم، پرچم و گلپوش پائینی. گلپوش ۶ تائی، پرچم ۳ عدد تا تعداد زیادی معمولاً ۶ عدد، برچه‌ها ۳ تا ۶ عدد، تخمدان دارای یک تخمک، تمکن حاشیه‌ای. میوه شفت یا فندقه از نوع آکن.